# Hénin-Beaumont
Hénin-Beaumont là một xã của tỉnh Pas-de-Calais, thuộc vùng Hauts-de-France, miền bắc nước Pháp.

## Dân số
| 1962                                                                | 1968  | 1975  | 1982  | 1990  | 1999  | 2005  |
| ------------------------------------------------------------------- | ----- | ----- | ----- | ----- | ----- | ----- |
| 26524                                                               | 26892 | 26405 | 26037 | 26257 | 25178 | 26100 |
| Census count starting from 1962: Population without double counting |       |       |       |       |       |       |

## Thành phố kết nghĩa
- Konin, Ba Lan
- Herne, Đức
- Wakefield, Anh
- Rufisque, Sénégal
- Rolling Meadows, Hoa Kỳ